# ريتشارد ويليامسون
ريتشارد ويليامسون (بالإنجليزية: Richard Williamson)‏ هو لاعب كرة قدم أمريكية أمريكي، ولد في 13 أبريل 1941 في فورت ديبوزيت في الولايات المتحدة، وتوفي في 21 سبتمبر 2015.